# Stroomkanaal van Hackfort
Het Stroomkanaal van Hackfort of groene kanaal van Hackfort is een watergang in de provincie Gelderland. Het werd gegraven in 1952 en is in gebruik genomen in 1955. Het afwateringskanaal waarborgt het de uitwatering van met name de Veengoot en de Baakse Beek ten tijde van hoogwater als het Gemaal Baakse Beek moet pompen.

## Functie
Het kanaal is als groen kanaal ontworpen ten behoeve van de lozing van de Hackfortse Beek, namelijk als de Baakse Beek niet meer zou kunnen lozen vanwege hoogwater. Dat zou ca. 30 dagen per jaar het geval zijn. Het kanaal begint ten noorden van Wichmond, daar waar de Veengoot en Hackfortse Beek overgaan in de Baakse beek en eindigt 3 kilometer verderop met een uitwateringssluis in de IJssel, onder de weg van Zutphen naar Hummelo.
Vanaf het uitstroomwerk in de IJssel tot aan de hoge gronden bij Hackfort functioneert de kade langs de zuidzijde als slaperdijk en die langs de noordzijde als bandijk.
De aanlegkosten van het kanaal bedroegen destijds f. 425.000.

## Dichting van de Baakse Overlaat
Het kanaal is aangelegd in het kader van de Dichting van de Baakse Overlaat. De overlaat was een laag gedeelte in de IJsseldijk ten zuiden van Zutphen. De bedoeling hiervan was dat water van dijkdoorbraken stroomopwaarts langs de IJssel via dit verlaagde gedeelte terug in de IJssel kon stromen. De overlaat heeft echter nooit goed gefunctioneerd. In plaats daarvan stroomde er regelmatig water landinwaarts, waardoor het gebied ten zuiden van Zutphen deels onder water kwam te staan. Tussen 1905 en 1946 gebeurde dat zeventien keer. Naast het dichten van de overlaat werd de uitwatering van de beken verbeterd. Hiervoor werden gemalen gebouwd en nieuwe mondingen gegraven: het Afleidingskanaal voor de Berkel en het Stroomkanaal van Hackfort.
Al snel bleek dat het kanaal veel vaker en veel meer water zou voeren dan was gedacht. Met name met de eigenaren van de landgoederen Suideras en Hackfort is jarenlang onenigheid geweest over de status van het kanaal en de te betalen vergoedingen voor het gebruik ervan. Het Waterschap Baakse Beek moest de ondergrond en aanliggende kaden voor zes jaar van de eigenaren pachten. De provincie nam die pacht in 1961 van het waterschap over en probeerde de gronden te kopen, maar dat is maar deels gelukt.